# Triac-Lautrait
Triac-Lautrait település Franciaországban, Charente megyében. Lakosainak száma 462 fő (2022. január 1.). Triac-Lautrait Bassac, Foussignac, Jarnac, Mérignac, Saint-Même-les-Carrières és Mainxe-Gondeville községekkel határos.

## Népesség
A település népessége az elmúlt években az alábbi módon változott:
| Lakosok száma | 344  | 342  | 401  | 434  | 455  | 449  | 453  | 466  | 463  | 462  |
|               | 1968 | 1982 | 1990 | 2006 | 2013 | 2015 | 2017 | 2019 | 2020 | 2022 |